# Зохор
Зохор (слч. Zohor) насељено је мјесто са административним статусом сеоске општине (слч. obec) у округу Малацки, у Братиславском крају, Словачка Република.

## Становништво
| Година:    | 1994. | 2004.   | 2014.   | 2024.    |
| ---------- | ----- | ------- | ------- | -------- |
| Број људи: | 2994  | 3232    | 3264    | 3774     |
| Разлика:   |       | +7,94 % | +0,99 % | +15,62 % |

| Година:    | 2023. | 2024.   |
| ---------- | ----- | ------- |
| Број људи: | 3706  | 3774    |
| Разлика:   |       | +1,83 % |

Према подацима о броју становника из 2024. године насеље је имало 3774 становника.